# Edward Kowalczyk (1924–2000)

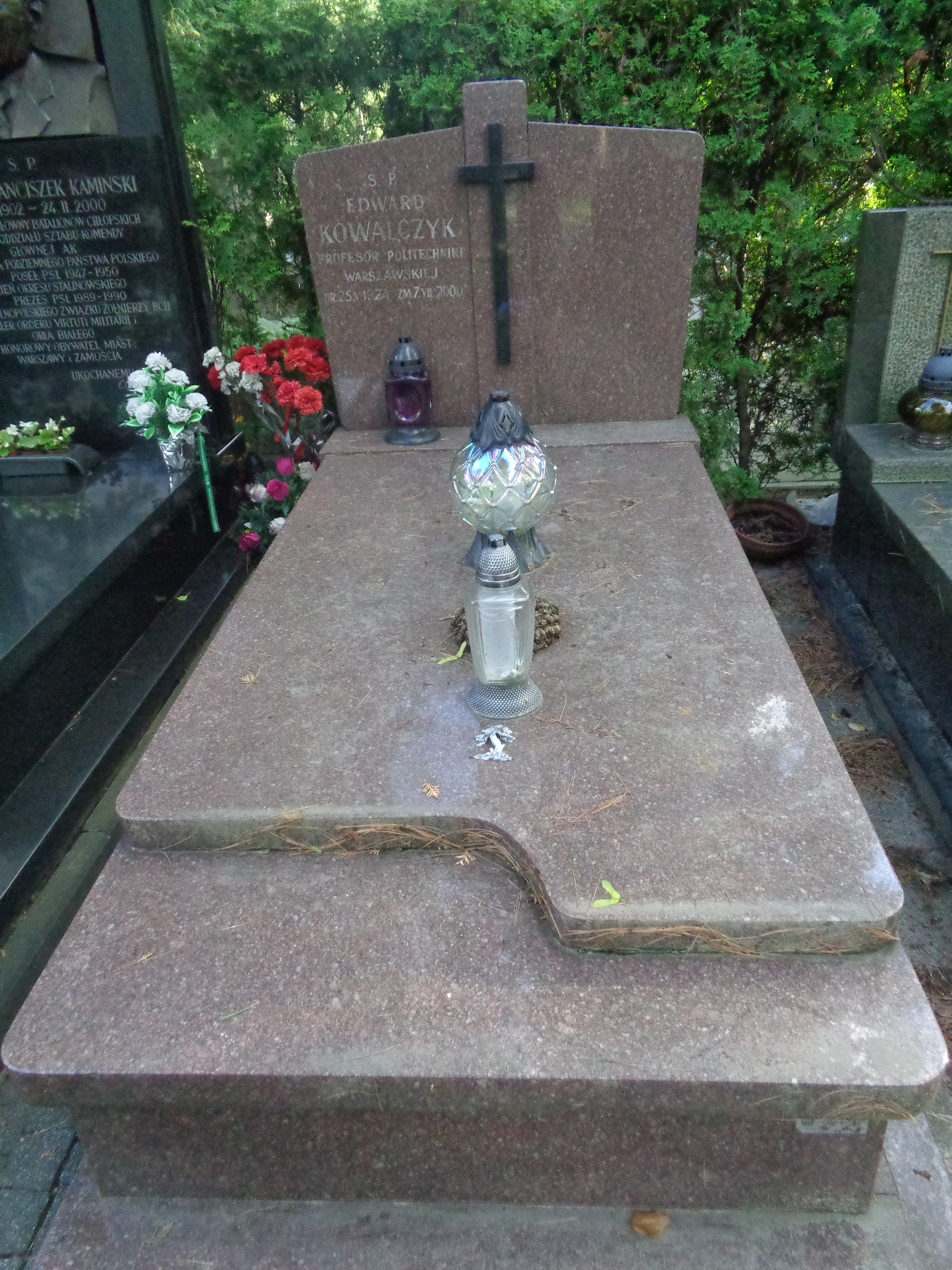
Grób profesora Edwarda Kowalczyka na cmentarzu Wojskowym na Powązkach w Warszawie

 Edward Kowalczyk, ps. „Mruk” (ur. 25 maja 1924 w Warszawie, zm. 7 lipca 2000 tamże) – polski cybernetyk, inżynier łączności, pracownik naukowy, publicysta i polityk. Minister łączności w latach 1969–1980, wiceprezes Rady Ministrów w rządzie Wojciecha Jaruzelskiego w latach 1981–1985. Poseł na Sejm PRL V i IX kadencji. Przewodniczący Stronnictwa Demokratycznego w latach 1981–1985.

## Życiorys
Urodził się w robotniczej rodzinie Stanisława i Apolonii. Jego ojciec był właścicielem warsztatu rzemieślniczego i pracownikiem kolei. Działał w Polskiej Partii Socjalistycznej oraz Związku Zawodowym Kolejarzy.
W czasie okupacji niemieckiej Edward Kowalczyk wstąpił w szeregi Armii Krajowej. Jednocześnie studiował na konspiracyjnym Uniwersytecie Warszawskim. W stopniu starszego strzelca z cenzusem brał udział w powstaniu warszawskim walcząc w plutonie „Pomorzaka” kompanii „Habdank” w VII Zgrupowaniu „Ruczaj”. Po dostaniu się do niewoli i został wywieziony do Niemiec, gdzie przebywał w Landsdorf i Mossburg.
W 1951 ukończył studia na Politechnice Warszawskiej. W 1964 uzyskał stopień doktora. Został pracownikiem Katedry Teletransmisji Wydziału Łączności Politechniki Warszawskiej (1951–1965). W późniejszym okresie kierował filią tej uczelni w Płocku (1965–1969). W 1979 został profesorem PW. Był członkiem Komitetu Elektroniki i Telekomunikacji Polskiej Akademii Nauk.
Naukowo specjalizował się w cybernetyce. Oprócz pracy naukowej i dydaktycznej zajmował się publicystyką, głównie w zakresie problematyki naukowej, organizacji nauki oraz popularyzacji wiedzy.
W 1967 wstąpił do Stronnictwa Demokratycznego. Od czerwca 1969 do kwietnia 1980 był ministrem łączności w rządach: Józefa Cyrankiewicza i Piotra Jaroszewicza, Piotra Jaroszewicza i Jaroszewicza i Edwarda Babiucha, następnie zaś dyrektorem Instytutu Łączności. W 1981 sprawował przez krótki okres funkcję wiceprezesa Najwyższej Izby Kontroli. Od października 1981 do listopada 1985 był wicepremierem w rządzie Wojciecha Jaruzelskiego. Jako polityk uznawany za osobę niechętną wobec Niezależnego Samorządnego Związku Zawodowego „Solidarność”. Członek prezydium Tymczasowej Rady Krajowej Patriotycznego Ruchu Odrodzenia Narodowego w 1982, następnie RK PRON.
Sprawował wysokie funkcje partyjne. Od 1973 zasiadał w Centralnym Komitecie SD, od 1976 do 1989 zaś w prezydium CK. W okresie 1981–1985 był przewodniczącym Centralnego Komitetu SD – w wewnątrzpartyjnym głosowaniu w 1985 nie uzyskał reelekcji na to stanowisko. Dwukrotnie sprawował mandat posła na Sejm PRL V i IX kadencji (1969–1972, 1985–1989). W IX kadencji był wiceprzewodniczącym Komisji Nauki i Postępu Technicznego.
Edward Kowalczyk nie kandydował w wyborach w 1989. Wycofał się z aktywnej polityki – sporadycznie wypowiadał się w sprawach wewnątrzpartyjnych (np. w 1990 na temat kierunku, w którym powinno zmierzać Stronnictwo w nowej sytuacji politycznej). Po rozstaniu ze Stronnictwem Demokratycznym współpracował ze Stanisławem Tymińskim i Andrzejem Lepperem jako doradca polityczny. Bez powodzenia kandydował do Sejmu z listy Przymierza Samoobrona w wyborach parlamentarnych w 1993.
Był prezesem (1970–1981), następnie zaś honorowym prezesem Zarządu Głównego Polskiego Towarzystwa Cybernetycznego. 2 września 1982 na mocy decyzji Biura Politycznego KC PZPR wszedł w skład Komitetu Honorowego uroczystości żałobnych Władysława Gomułki. W sierpniu 1984 stał na czele Obywatelskiego Komitetu Obchodów 40. Rocznicy Powstania Warszawskiego. W latach 1985–1990 członek Rady Naczelnej Związku Bojowników o Wolność i Demokrację. Na emeryturze stał na czele stowarzyszenia „Polski Komitet Zwalczania Raka”.
Zmarł w Warszawie, pochowany na cmentarzu Wojskowym na Powązkach (kwatera A3-tuje-3-11).

## Ordery i odznaczenia
- Order Sztandaru Pracy I klasy
- Krzyż Komandorski Orderu Odrodzenia Polski
- Krzyż Kawalerski Orderu Odrodzenia Polski
- Złoty Krzyż Zasługi
- Warszawski Krzyż Powstańczy[14]
- Medal 40-lecia Polski Ludowej
- Złoty Medal „Za zasługi dla obronności kraju” (1973)[15]
- Krzyż „Za Zasługi dla ZHP” (1972)[16]
- Medal 1300-lecia Państwa Bułgarskiego[17]
- Order „Złota Gwiazda Przyjaźni między Narodami” (NRD)[18]

## Publikacje
- Niektóre problemy teorii systemów. Zeszyty Naukowe Politechniki Warszawskiej, 46, Elektryka, Warszawa 1966.
- Człowiek w świecie informacji. Wyd. WKiŁ, Warszawa 1976.
- Działanie społeczno-polityczne. Wiedza i umiejętność. Wyd. Epoka, 1980, ss. 142.
- O istocie informacji. Wyd. WKiŁ, Warszawa 1981.
- Cybernetyka – myśl porządkująca. Cztery wykłady na tematy cybernetyczne. Wyd. Ossolineum, PAN, Wrocław 1987, ss. 105. Seria: Najnowsze Osiągnięcia Nauki. ISBN 83-04-02617-1.

## Życie prywatne
Żonaty, miał dwóch synów.